# Dorfkirche Oelknitz

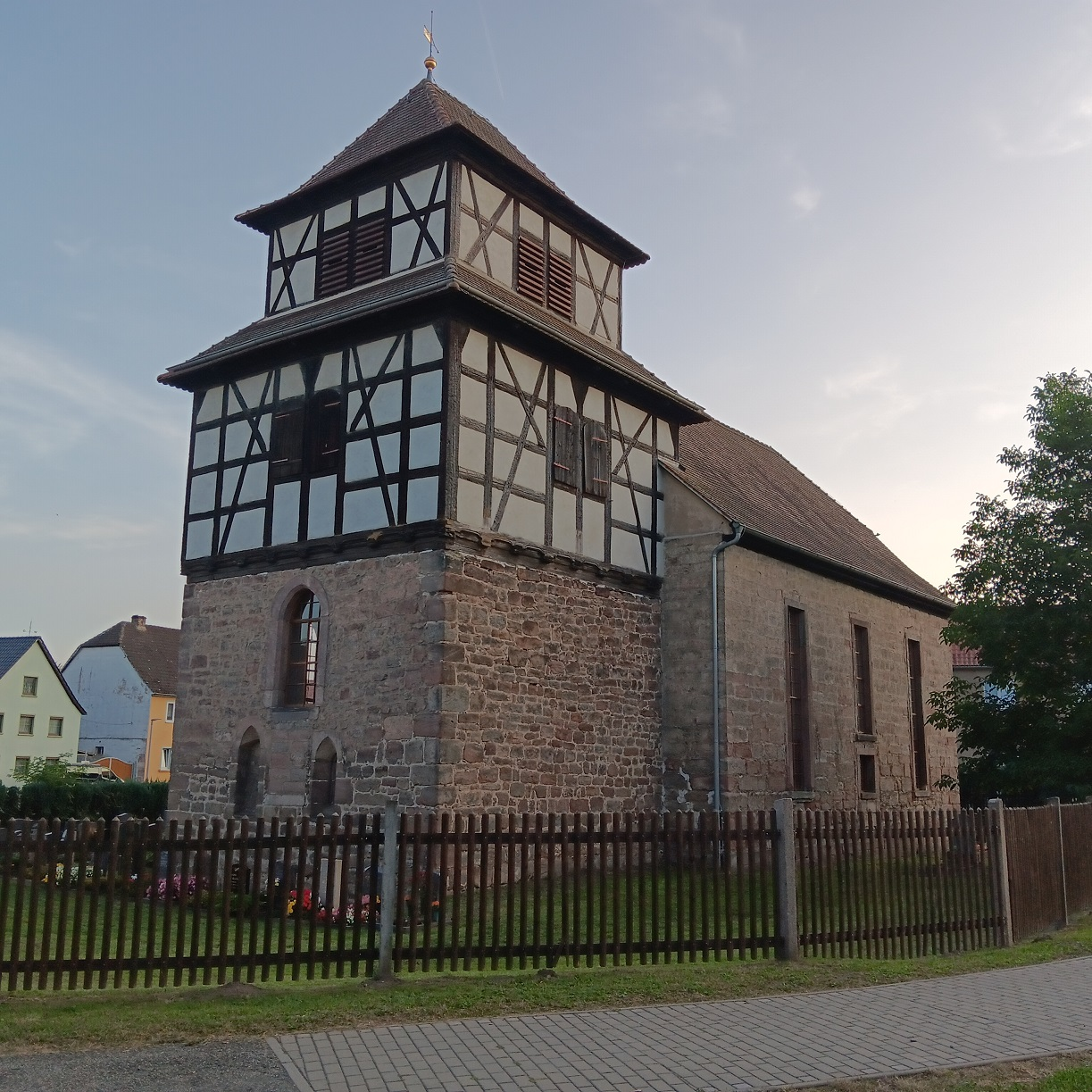
Die Kirche von Oelknitz

Die Dorfkirche Oelknitz steht im Ortsteil Oelknitz der Gemeinde Rothenstein der Verwaltungsgemeinschaft Südliches Saaletal im Saale-Holzland-Kreis in Thüringen. Die Kirche gehört zum Kirchenkreis Jena.

## Lage
Die Bundesstraße 88, die Saale und die Eisenbahntrasse Berlin–München führen dicht beieinander durch die Aue. Neben der beide Ortsteile verbindenden Saalebrücke steht die Kirche.

## Geschichte
Die Kirche ist eine einschiffige Filialkirche mit schlichtem Langhaus und einem Kirchturm mit quadratischem Chor aus frühgotischer Zeit. 1689 wurde der Turm um zwei Geschosse aus Fachwerk erhöht und der Glockenstuhl etwas zurückgesetzt. Fenster und Chor sind aus dem 17. Jahrhundert. Ursprünglich waren sie mit romanischen Rundbögen und frühgotischen Spitzbogenfenstern im unteren Bereich vermauert. Bei weiteren Bautätigkeiten im Jahr 1689 wurde der Triumphbogen und das Chorgewölbe beseitigt. Man glich die Höhe des Chors mit der des Schiffes aus. Das Schiff wurde 1838 neu errichtet. Im Inneren stehen zweigeschossige Emporen an der Nord- und Südseite. Die Decke besitzt einen verzierten Stuckrahmen.
Im Jahre 1927 wurde eine Querwand im Chor mit dem Kanzelaltar mit Korb und Schalldeckel und einem Wandbild versehen. Das Bild zeigt Christus als Retter des von Saalehochwasser bedrohten Dorfes.

## Orgel
Die Orgel aus dem Jahr 1758 schuf Justinus Ehrenfried Gerhard. Sie weist nahezu den Originalzustand auf, wurde zwischen 2012 und 2015 von Markus Roth restauriert und am 5. April 2015 wieder geweiht.
Technische Daten:
- Manual: CD–c‴
- Pedal: CD–c′
- Manual: 9 Register
- Pedal: 2 Register
- Tastentraktur	mechanisch
- Registertraktur mechanisch
- Windlade(n): Slider chest

Disposition:
- Manual: Gedackt 8′, Hohlflöte 8′, Flöte-Traverso 8′, Gambe 8′, Prinzipal 4′, Gemshorn 4′, Octave 2′, Cornet 3fach, Mixtur 3fach
- Pedal: Subbass 16′, Violinbass 8′
- Koppeln: Pedalcoppel[2]

## Ausstattung
- Achteckiger Taufstein aus dem Jahr 1576
- Klassizistisches Taufgestell aus dem Jahr 1838